# 湖北省 (清朝)
湖北省（穆麟德轉寫：hūbe golo），为清朝的内地十八省的一个省。

## 督抚沿革
1645年，设四川湖广总督、湖广布政使司、湖广巡抚。1653年，四川湖广总督改为湖广总督。1667年，湖广两布政使司改为湖广湖北等处承宣布政使司、湖广湖南等处承宣布政使司。1724年，湖广巡抚改为湖北巡抚。

## 行政区划
| 湖北省行政区划图（1820年）                                                            |
| 武昌府 汉阳府 黄州府 德安府 安陆府 属安陆府 襄阳府 郧阳府 荆门州 荆州府 宜昌府 施南府 |

清朝下轄十府、一直隸廳、一直隸州，共計一廳、六州、六十縣：

### 武昌道
- 武昌府
  - 下辖：江夏县（附郭）、武昌县、嘉鱼县、蒲圻县、咸宁县、崇阳县、通城县、兴国州、大冶县（雍正之前属兴国州）、通山县（雍正之前属兴国州）。

### 漢黃德道
- 汉阳府
  - 下辖：汉阳县（附郭）、汉川县、黄陂县（1729年之前属黄州府）、孝感县（1729年之前属德安府）、沔阳州（1762年之前属安陆府）、夏口厅（1899年设）、文泉县（1762年—1765年设）。
- 黄州府
  - 下辖：黄冈县（附郭）、蕲水县、罗田县、麻城县、黄安县、蕲州、广济县、黄梅县。
- 德安府
  - 下辖：安陆县（附郭）、云梦县、应城县、随州、应山县。

### 安襄郧荆道
- 安陆府，1646年由承天府改为安陆府
  - 下辖：钟祥县（附郭）、京山县、潜江县、天门县（1726年，由景陵县改名）。
- 襄阳府
  - 下辖：襄阳县（附郭）、宜城县、南漳县、枣阳县、谷城县、光化县、均州。
- 郧阳府
  - 下辖：郧县（附郭）、房县、竹山县、竹溪县、保康县、郧西县、上津县（1659年裁撤进郧西县）。
- 荆门直隶州，1791年从安陆府划出
  - 下辖：当阳县（1791年之前属于安陆府）、远安县（1791年之前属于荆州府）。

### 荆宜道
- 荆州府
  - 下辖：江陵县（附郭）、公安县、石首县、监利县、松滋县、枝江县、宜都县。
- 宜昌府，1735年，升荆州府夷陵州为宜昌府
  - 下辖：东湖县（1735年设，附郭）、归州（1728年之前属于荆州府，1728年—1735年为归州直隶州）、长阳县（1735年之前属于归州）、兴山县（1735年之前属于归州）、巴东县（1735年之前属于归州）、长乐县（1735年设）。

### 施鹤道
- 施南府，1735年分宜昌府设
  - 下辖：恩施县（附郭）、宣恩县、来凤县、咸丰县、利川县、建始县（1735年之前属于四川夔州府）。
- 鹤峰直隶厅，1735年，设鹤峰州属于宜昌府，1904年改为直隶厅

清代彩绘湖北地图（法国国家图书馆藏）